# Черногорская (пещера)
Черного́рская — пещера, расположенная в Абхазии, в Гудаутском районе частично признанной Республики Абхазия, согласно административному делению Грузии — в Гудаутском муниципалитете Абхазской Автономной Республики, на Южном склоне Бзыбского массива Кавказских гор. Протяжённость — 265 м, проективная длина — 80 м, глубина — 140 м, площадь — 400 м², объём — 4000 м³, ориентировочная высота входа — около 1950 м.

## Сложности прохождения пещеры
Категория сложности — «2А».